# Hubertus Tommek
Hubertus Tommek SJ (* 4. November 1940 in Albendorf, Landkreis Glatz, Provinz Niederschlesien; † 16. April 2021 in Berlin) war ein römisch-katholischer Priester, Mitglied des Jesuitenordens, Exerzitienleiter, Autor und Komponist neuer Geistlicher Lieder.

## Leben
Hubertus Tommek SJ wurde 1940 als einer von zwei Brüdern im Glatzer Marienwallfahrtsort Albendorf (seit 1945 Wambierzyce/Polen) geboren. Nach dem Abitur am Ratsgymnasium Stadthagen trat er am 26. April 1960 in das damalige Noviziat der Gesellschaft Jesu auf dem Jakobsberg ein.
Tommek studierte Philosophie und Katholische Theologie am Berchmanskolleg in Pullach, an der Philosophisch-Theologische Hochschule Sankt Georgen in Frankfurt am Main und in Lyon sowie Pädagogik an der Pädagogischen Hochschule Berlin, wo er 1968 das Erste und 1974 das Zweite Staatsexamen für das Lehramt ablegte.
1971 empfing er die Priesterweihe. Während seiner Studienzeit in Lyon kam er 1972 durch einen amerikanischen Jesuiten in Kontakt mit der Charismatischen Bewegung. Er erfuhr von dem Aufbruch, den diese Bewegung in den USA ausgelöst hatte, von der Praxis des freien Gebetes und dem Wirken des Heiligen Geistes. Noch in demselben Jahr gründete Tommek nach seiner Rückkehr nach Berlin mit Pater Norbert Baumert SJ und Bruder Christian Schmidt SJ einen charismatischen Gebetskreis, der neben Gesang und freiem Gebet stets durch eine Zeit der meditativen Stille geprägt war. Aus diesem Gebetskreis ging 1984 die geistliche Gemeinschaft „Monte Crucis“ hervor, deren Leiter Tommek wurde.
Mit dem Entstehen neuer Gebetskreise und -gruppen wuchs auch das Interesse an neuen geistlichen Liedern. 1974 veröffentlichte Tommek die Liedersammlung „Preist unseren Gott“ mit von ihm zusammengetragenen neuen Geistlichen Liedern, deren Texte er aus dem Englischen und Französischen ins Deutsche übersetzte. Später kamen von ihm komponierte Geistliche Lieder hinzu. In den Jahren 1974 bis 1988 unterrichtete Tommek Deutsch, Latein und Religion am Canisius-Kolleg Berlin, von 1988 bis 1997 leitete er das Exerzitienwerk Berlin und ab 1997 in Kooperation mit der Katholischen Glaubensinformation im Erzbistum Berlin die von ihm gegründete Christliche Glaubens- und Lebensschule St. Ignatius.
Wegen seiner Parkinsonerkrankung gab Tommek ab 2010 die Leitung der Christlichen Glaubens- und Lebensschule in die Hände der Gemeinschaft Monte Crucis, die aktuell auch Träger der Einrichtung ist.
Hubertus Tommek verstarb am 16. April 2021 in Berlin.

## Wirken
Hubertus Tommek zählt zu den Pionieren der Charismatischen Erneuerung in Deutschland. Als gut ausgebildeter Jesuit integrierte er die ignatianische Spiritualität in die Bewegung und er hat mit zahlreichen Glaubensseminaren, Exerzitien und viel beachteten Segnungsgottesdiensten Menschen bei ihrer Suche nach einer vertieften Gottesbeziehung unterstützt. Seit Ende der 1980er Jahre bot er in Berlin zusätzlich zu den bis dahin üblichen Einzelexerzitien auch Exerzitien im Alltag an und trug damit wesentlich zu ihrer Verbreitung beigetragen.
Sein Liederbuch gehörte nicht nur zur Grundausstattung vieler charismatischer Gemeinden; die Titel finden sich inzwischen auch im Repertoire regulärer kirchlicher Gemeindegottesdienste.
Während der Oster- und Sommerferien sowie „Zwischen den Jahren“ führte er regelmäßig mehrtägige Glaubensseminare und geistliche Freizeiten durch. 1992 ist er mit einer deutschen Gruppe zu einer Ferienfreizeit nach Polen gefahren; schon im nächsten Jahr kam eine polnische Gruppe aus Łódź dazu. Seit dieser Zeit hat Tommek zusammen mit der Gemeinschaft Monte Crucis und einem Team aus Łódź jeden Sommer eine deutsch-polnische geistliche Freizeit mit Wallfahrt in seinen Geburtsort Albendorf für Familien und Alleinstehende angeboten, an denen er bis zum Sommer 2020 persönlich teilgenommen hat.
Von vielen Glaubensseminaren Tommeks existieren Tonmitschnitte, von denen mehrere mittlerweile transkribiert und in Buchform veröffentlicht worden sind.

## Veröffentlichungen
- Lernprogramm ‚Gottesreich‘. Patmos Verlag, Düsseldorf 1972, ISBN 3-491-00376-8.
- Preist unseren Gott. Eine Sammlung neuer geistlicher Lieder. Berlin 1974.
- Preist unseren Gott. Eine Sammlung neuer geistlicher Lieder. Zweite, erweiterte Auflage. Butzon & Berker, Kevelaer 1978.
- Preist unseren Gott. Erstes Ergänzungsheft. Butzon & Berker, Kevelaer 1985, ISBN 3-7666-9356-5.
- Am Werke Gottes mitarbeiten. Einblicke in die Praxis ignatianisch-charismatischen Wirkens. Paulinus-Verlag, Trier 2013, ISBN 978-3-7902-2194-7.
- Habt ihr nicht etwas zu essen? Von der Eucharistie leben lernen. Pro Business/Edition Monte Crucis, Berlin 2015, ISBN 978-3-86386-852-9.
- Ein neuer frischer Wind – Gottes Geist. In Kontakt kommen mit der schöpferischen Kraft in der Kirche. Windhauch-Verlag, Berlin 2016, ISBN 978-3-9817980-0-5.
- Ich stehe vor der Tür und klopfe an. Impulse zur Advents- und Weihnachtszeit. Windhauch-Verlag, Berlin 2016, ISBN 978-3-9817980-3-6.
- mit Edelgard Ropel: Bilder der Hoffnung in Apokalypse und Genesis. Impulse. Windhauch-Verlag, Berlin 2017, ISBN 978-3-9817980-4-3.
- Christ sein mit Überzeugung und Freude. Windhauch-Verlag, Berlin 2021, ISBN 978-3-9817980-9-8.